# Ahmed El Mousaoui
Ahmed El Mousaoui né le 31 mars 1990 à Zeghanghane près de Nador, dans la région du Rif (Maroc), est un boxeur marocain

## Carrière
Ahmed grandit à Dammarie-les-Lys avant de partir à l'âge de 8 ans à La Verrière dans les Yvelines. 
Sacré champion de France de boxe amateur en minimes (2004), deux fois en cadets (2005 et 2006) et deux fois en juniors (2007 et 2008), il décide de devenir professionnel en 2009.
En 2012, il quitte la France pour s’installer aux États-Unis (Chicago) afin d’améliorer son niveau et le 30 novembre 2013, Ahmed devient champion de France des poids welters. Il s'empare à cette occasion de la ceinture de Franck Haroche Horta au terme d'un combat très disputé (victoire aux points par décision partagée, 2 juges contre 1).
Le 6 décembre 2014, il devient champion de l'Union européenne aux dépens de l'Espagnol Aitor Nieto, titre qu'il conserve le 17 avril 2015 en battant aux points l’ancien champion du monde WBC le Britannique Junior Witter.
Le 27 mai 2016, Ahmed affronte l'Ukrainien Viktor Plotnikov et remporte le combat par KO au 2e round. Le 31 mars 2017, il combat contre Igor Faniyan et remporte la victoire aux points. Le 14 octobre suivant, il remporte son combat à l'unanimité des juges contre un ancien champion du monde IBF Carlos Molina et l'envoie au tapis au 2e round.